# Tatort: Granit
Granit ist ein Fernsehfilm aus der Krimireihe Tatort. Der für den ORF produzierte Beitrag wurde am 21. Dezember 2008 erstgesendet. Es ist der 19. Fall des österreichischen Chefinspektors Moritz Eisner, gespielt von Harald Krassnitzer.
In dieser 715. Episode der Tatortreihe geht es um einen Mord und eine Familienfehde, bei der Eisner fast an seine Grenzen stößt und die Ermittlungen durch ein stets präsentes Fernsehteam erschwert werden.

## Handlung
Helmut Pechtl wird in den Tiroler Bergen in seinem Auto erdrosselt aufgefunden.
Franz Pfurtscheller, der ermittelnde Inspektor, erfährt von Pechtls Ehefrau, dass der Bergbauer Erich Gufler ihren Mann zutiefst gehasst hat. Dieser hat auch mit seinem Bruder Heinz Streit, da er in Konkurs gehen musste und nun sein Bruder den Hof ersteigert hat. Den dazugehörenden Steinbruch hat jedoch der reiche Pechtl gekauft. Der Bruderstreit ist so massiv, dass sich sogar das Fernsehen für diesen Fall interessiert. Die beliebte Moderatorin Agnes Aichinger, die als Anwältin des kleinen Mannes landesweit Missstände anprangert, hat angekündigt, in ihrer Sendung über den Zwist zu berichten, und begibt sich nun nach Tirol. Auf dem Weg dorthin begegnet sie Moritz Eisner, der ebenfalls in ihrer Richtung unterwegs ist, um den Mordfall zu untersuchen. An der Stelle, an der der Tote gefunden wurde, entdeckt Eisner Getreidekörner im Schnee. Das veranlasst ihn, zusammen mit Inspektor Pfurtscheller den Hof der Gufler-Brüder aufzusuchen. Erich Gufler gibt zu, auf Pechtl nicht gut zu sprechen zu sein, da dieser ihm seinen Steinbruch „weggenommen“ hat. Aber auch sein Bruder Heinz ist von Pechtl betrogen worden. Dieser hatte Heinz Gufler einen Anteil am Steinbruch versprochen, wenn er ein bisschen nachhelfen würde, damit sein Bruder in wirtschaftliche Schieflage gerät und er ihm den Steinbruch abkaufen kann. Als es dann so weit war, hat Pechtl jedoch den Steinbruch allein übernommen, ohne Heinz Gufler zu beteiligen. Eisners Ermittlungen ergeben, dass Heinz Gufler zur Tatzeit am Tatort gewesen sein kann.
Das TV-Team interviewt Norbert Leimgruber, den Filialleiter der Bank, der die Kredite von Erich Gufler hat platzen lassen, dem Bruder Heinz jedoch einen Kredit zum Kauf des Hofes bewilligt hat. Auch Eisner ist zugegen und erfährt so, dass die Guflers noch einen dritten Bruder haben, Walter. Er hätte eigentlich als Erstgeborener nach Bergbauern-Tradition den Hof des Vaters übernehmen müssen. Da er aber kein Bauer ist, sondern Lehrer, hat er das Erbe nicht angetreten. Trotzdem bewegt es ihn, dass der Hof nach 300 Jahren Familienbesitz jetzt auseinanderzubrechen droht. Darum hat er Erich gebeten, sich ans Fernsehen zu wenden, was Heinz wiederum gar nicht recht ist. Zumal dieser Agnes Aichinger aus einer älteren Geschichte kennt, bei der sie schuld daran war, dass ein Unschuldiger durch ihre falschen TV-Recherchen in den Tod getrieben wurde.
Die Obduktion des Toten ergibt, dass die Spuren seiner Strangulation zu einer roten Schnur passen, wie sie zur Ausrichtung von Bodenplatten oder Steinpflaster in Pechtls Firma verwendet wird, in der auch Heinz Gufler arbeitet. Das ist ein weiteres Indiz, das auf ihn als Täter hinweist. Eisner ist jedoch skeptisch und ermittelt weiter. Erich droht mittlerweile die Nerven zu verlieren, lieber will er den Hof in die Luft sprengen, als ihn herzugeben. Dem Fernsehteam, das wieder vor Ort ist, sind diese dramatischen Szenen mehr als recht. Dennoch muss die Familie den Hof verlassen, da Heinz bei Gericht einen Räumungsbeschluss erwirkt hat.
Am Abend sitzt Eisner mit der attraktiven Agnes Aichinger in einer Bar, als sie von einem Informanten angerufen wird, der sie treffen will, sie dabei aber in eine Falle lockt. Auf einem zugefrorenen See bricht sie ins Eis ein, wo sie jedoch von Eisner gerettet werden kann. Im Krankenhaus trifft er zufällig auf Frau Pechtl, die sich um Norbert Leimgruber sorgt, der mit einem Herzinfarkt eingeliefert wurde. Dabei gibt sie ungefragt zu, dass sie mit Norbert Leimgruber ein Verhältnis hat. Das erklärt den strengen Umgang der Bank mit Erich Gufler, als dieser mit seinen Verbindlichkeiten kurzfristig in Verzug kam. Doch entgegen allen Vermutungen, dass nur Heinz Gufler, obwohl er ein Motiv hatte, zur Tatzeit in der Nähe des Tatortes war und auch die Tatwaffe (Schnur) in seinem Umfeld zu finden war, der Mörder sein kann, findet Eisner plötzlich wieder Dinkelkörner am Boden. Und so outet Erich Guflers ältester Sohn Peter sich als Täter. Pechtl ist ihm zufällig auf dem Weg zum Hof bei dem Schneetreiben begegnet und hat ihn in seinem Auto mitgenommen. Da hat Peter ihn erdrosselt. Seit sein Großvater gestorben ist, streiten sich alle um den Hof, aber ihm hätte er eines Tages gehören müssen.
Von allen Geschehnissen bewegt, übergibt Heinz seinem Bruder Erich am Ende die Schlüssel zum Hof.

## Hintergrund
Die Dreharbeiten erfolgten unter dem Arbeitstitel Hart wie Granit und fanden von Februar bis April 2007 in Innsbruck, Wien, Matrei, Steinach am Brenner und im Tiroler Wipptal statt. Die Fernsehpremiere lief eineinhalb Jahre später, kurz vor Weihnachten im Ersten.

## Rezeption

### Einschaltquoten
Die Erstausstrahlung von Granit erfolgte am 21. Dezember 2008. Sie wurde in Deutschland von 6,21 Millionen Zuschauern gesehen und erreichte einen Marktanteil von 17,30 Prozent für Das Erste.

### Kritiken
„Düsteres Drama, bestens gespielt“, urteilten die Kritiker von TV Spielfilm über die „düstere Geschichte, mit der sich Zuschauer nördlich des Voralpenlandes vielleicht etwas schwer tun.“
Beate Strobel bei focus.de empfand, dass bei diesem Tatort „selbst Inka Bause das Lachen vergehen“ würde und dieser Fall zwar „keine Werbung für die österreichische Bergbauernwelt [ist], aber für die Marke ‚Tatort‘“ [schon], der endlich mal wieder ist „wie er sein muss: Eine kluge, eigenwillige Geschichte, die eine Bergbauernwelt jenseits der Hansi-Hinterseer-Heuchelei beschreibt. Kitzbühel war nie ferner: Hier wohnen die Hühner im Hausflur, wird das Vieh an Weihnachten gesegnet, ist der Alltag grau, karg und kalt wie nackter Fels. Jeder lebt, liebt und hasst hier für sich und nach innen; nur widerwillig gestattet das dicht gewobene Beziehungsgeflecht dem Zuschauer etwas Durchblick. Sicher ist nur, dass nichts so ist, wie es auf den ersten Blick scheint. Dazu grandiose (Neben-) Darsteller, die überzeugend menschliche Abgründe zwischen Alpengipfeln ausloten. Eine österreichische Weihnachtsgeschichte, die Familie als eine irdische Form der Hölle beschreibt.“
Auch Tilmann P. Gangloff kommt bei tittelbach.tv zu einem ähnlichen Ergebnis und lobt, dass der „ORF, diesen Heimatfilm-Krimi nicht als Melodram mit Alpenpanorama zu verkaufen“ versucht. So hat „die Geschichte [hat] also durchaus ihren Reiz, selbst wenn dieser mitunter eher exotischer Natur ist; die Bauernbrüder zum Beispiel pflegen eine höchst einsilbige Art der Kommunikation und beantworten die Fragen des Inspektors bloß mit "ja" und "na" (nein).“